# Eccoptomera
Eccoptomera is een geslacht van insecten uit de familie van de afvalvliegen (Heleomyzidae), die tot de orde tweevleugeligen (Diptera) behoort.

## Soorten
- E. aldrichi Czerny, 1928
- E. brandti Collart, 1948
- E. callipus Garrett, 1925
- E. crypta Gill, 1962
- E. emarginata Loew, 1862
- E. filata Loew, 1862
- E. garretti Gill, 1962
- E. inermis Czerny, 1924
- E. infuscata Wahlgren, 1918
- E. ligustica Canzoneri, Rampini & Rossi, 1983
- E. longiseta Loew, 1862
- E. marginicornis Czerny, 1924
- E. melanderi (Garrett, 1925)
- E. microps (Meigen, 1830)
- E. nigricornis Strobl, 1906
- E. obscura (Meigen, 1830)
- E. ornata Loew, 1862
- E. pallescens (Meigen, 1830)
- E. promethei Gorodkov, 1966
- E. sanmartini Czerny, 1924
- E. setigera Czerny, 1932
- E. simplex Coquillett, 1904
- E. spinosus (Garrett, 1924)
- E. triseta Czerny, 1924
- E. troglomontana Absolon & Landrock, 1933
- E. zernyi Czerny, 1927